# 朴巌
朴巌（パク・アム、生没年不詳）は、高麗王朝に亡命した呉越国の文士。

## 人物
呉越国は地理的に不利な条件であるにもかかわらず、海を挟んだ統一新羅や後百済などと外交交渉をおこなっていた。かかる状況は高麗王朝に呉越国との交渉を志向させた。高麗王朝は呉越国と関係を築くため、太祖2年（919年）に呉越国に金立奇を派遣した。923年、朴巌は高麗王朝に亡命した。
呉越国から高麗王朝に渡来した人士の少なくなかったことは、『高麗史』巻一「太祖本紀」太祖二年九月の条に、呉越国の文士の酋彦規の来往を伝えた記事があることからも窺える。